# Pèlerins d'Emmaüs
Pour les articles homonymes, voir Emmaüs.

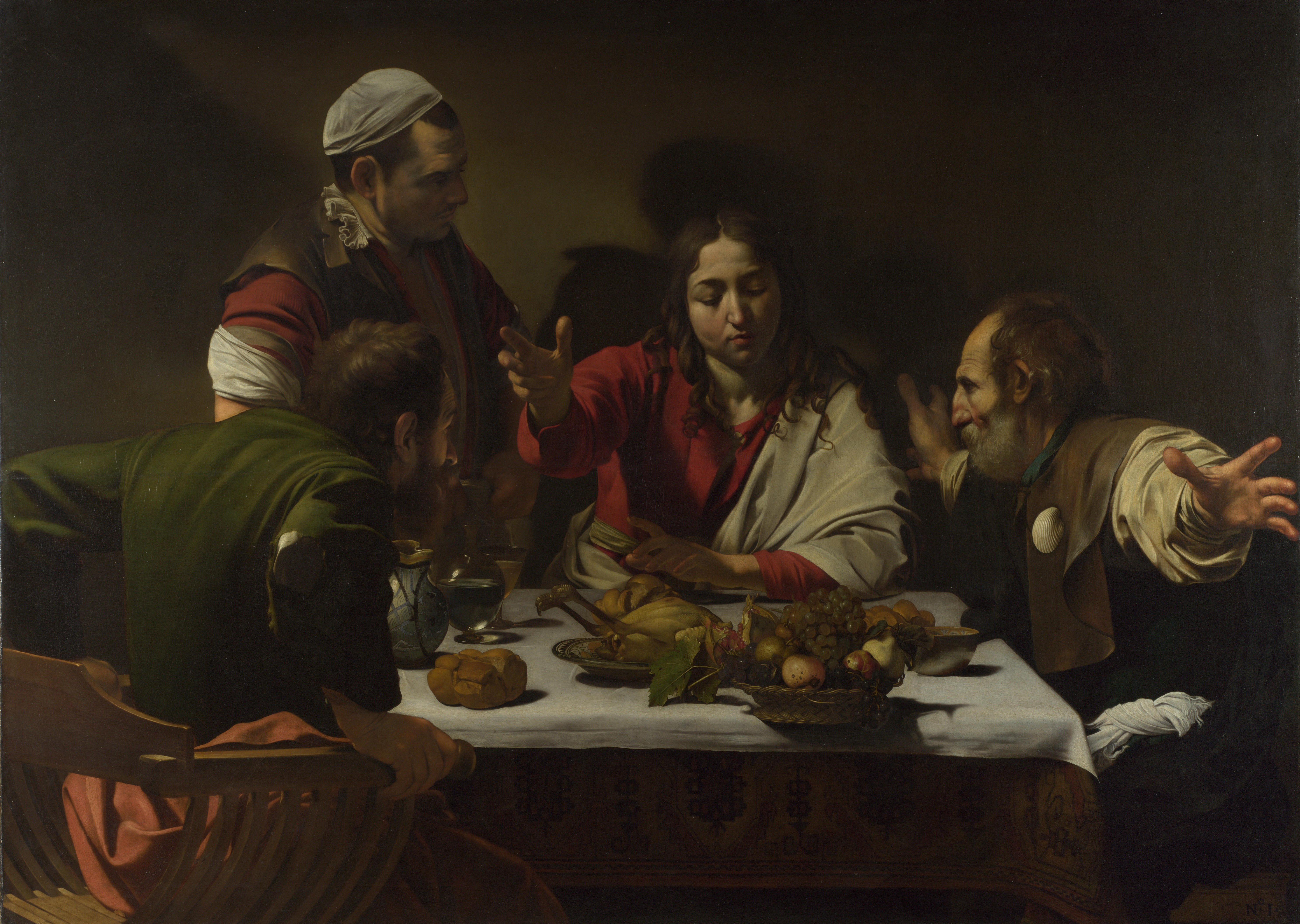
Le souper à Emmaüs entre le Christ et les deux pèlerins qui le croyaient mort, peint par Le Caravage en 1601.

Les pèlerins d'Emmaüs, ou disciples d'Emmaüs, sont deux personnages du Nouveau Testament qui figurent dans l'Évangile selon Luc (chapitre 24, versets 13 à 35). L’un des deux s’appelle Cléophas tandis que le nom de l’autre reste inconnu.
La ville d'Emmaüs est un lieu-dit, proche de Jérusalem.
Jésus-Christ, qui vient de ressusciter le matin de Pâques après sa crucifixion et sa mise au tombeau, apparaît sur la route d'Emmaüs à deux disciples troublés par sa mort, encore dans le doute, qui fuient Jérusalem. Les deux hommes lui offrent l'hospitalité sans le reconnaître.

## Évangile selon Luc

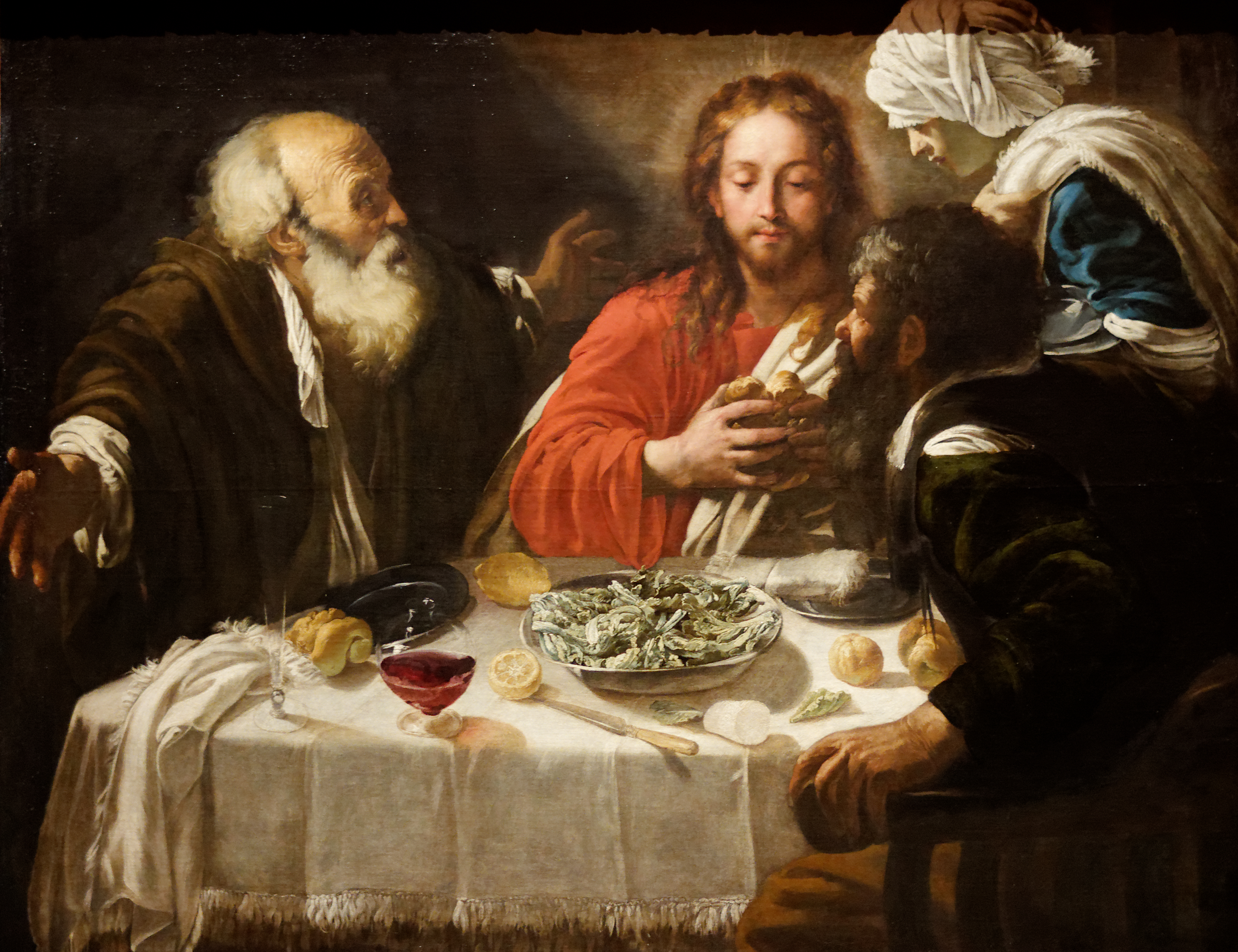
Le souper à Emmaüs. École du Caravage, Kunsthistorisches Museum.

Le dernier chapitre de l'Évangile selon Luc offre un écrit complet en Lc 24,13-35, alors que l'épisode se limite à une simple allusion dans Mc 16,12-13.
« Il prit le pain, prononça la bénédiction et le leur donna. Alors leurs yeux s'ouvrirent et le reconnurent... c'est le Seigneur. »

## Localisation d'Emmaüs

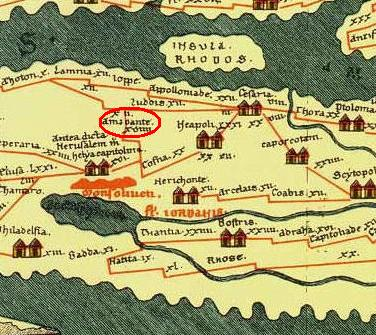
Amauante (Ammaous - Nicopolis) sur la Table de Peutinger (entouré de rouge).

Si le nom du village des manuscrits de référence est Emmaüs, aucun des emplacements proposés pour sa situation géographique ne semble l'emporter de manière évidente. Selon l'indication donnée dans l'Évangile de Luc, ce village se trouvait à 60 ou 160 (selon quelques manuscrits) stades de Jérusalem.
- Emmaüs Nicopolis  à 160 stades[4] de Jérusalem ; `Imwâs, Amoas, village arabe rasé en 1967 pendant la guerre des Six Jours, le site sourcé et bien documenté[5].
- Qiryat-Yéarim, à 66 stades[6] de Jérusalem sur la route de Jaffa ;
- Al-Qubaybah, à 63 stades[7] de Jérusalem, sur la route romaine de Lydda (Lod) ;
- Mozah, à 36 stades[8] de Jérusalem sur la même route ;
- Urtas, à 60 stades[9] de Jérusalem ;

La lecture offerte par le Codex Bezæ (entre 380 à 420), tant dans son texte latin que grec, mérite examen. En effet, selon ce manuscrit, le nom du village n'est pas « Emmaüs » mais « Oulammaus », le nom de Béthel en Gn 28,19 selon le Codex Alexandrinus (Ve siècle).

### Emmaüs Nicopolis (Amwâs)

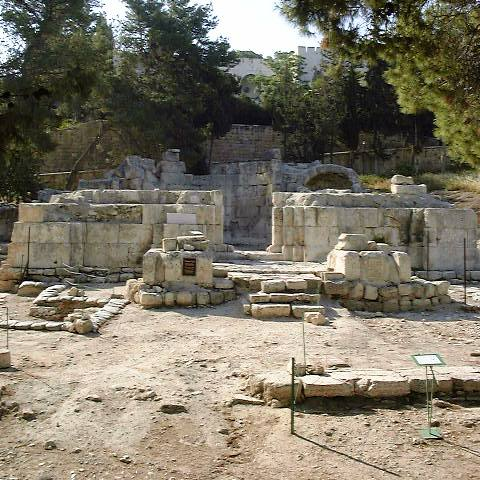
Ruines de la basilique d'Emmaüs Nicopolis dans le (Israël).

L'indication donnée par certains manuscrits de l'Évangile de Luc (dont Codex Sinaiticus) qu'Emmaüs se trouve à 160 stades (30 km) de Jérusalem, permet d'identifier Emmaüs Nicopolis (`Amwâs) comme Emmaüs de l'Évangile. C'est une thèse souvent reprise et soutenue par The Catholic Encyclopedia.
Emmaüs de la vallée d'Ayalon est cité pour la première fois vers 165 av. J.-C. dans le premier livre des Maccabées. Un peu plus tard la localité est fortifiée par un général syrien. Elle grandit rapidement et fut mise au rang de toparchie (centre régional) par Hyrcan II et Antipater. En 4 av. J.-C., durant la révolte contre les Romains, les habitants quittèrent la localité qui fut quand même incendiée par Varus. Vespasien lors de ses campagnes contre les Juifs, y stationna la Ve Légion. Les romains renommèrent la localité « Nicopolis » et lui attribuèrent le statut de la ville. La ville a gardé ce nom jusqu'à sa conquête par les Arabes, quand elle redevient Emmaüs (`Imwâs). Cette conquête a été marquée par une épidémie de peste qui a tué son conquérant Abû `Ubayda ibn al-Jarrâh (639).
À la fin du IIIe siècle – début IVe siècle, Eusèbe de Césarée mentionne Nicopolis comme l'Emmaüs de la Bible dans son Onomasticon. Jérôme témoigne au début du Ve siècle qu'il y avait là une église sur le site de la maison de Cléophas qui avait abrité le Christ. Le site a été considéré comme Emmaüs de l'Évangile depuis au moins le IVe siècle. On y a retrouvé les restes d'une basilique chrétienne du Ve siècle et ceux d'une église du XIIe siècle construite pendant les croisades. Au moment des croisades, Emmaüs était, pour les pèlerins, la dernière étape avant Jérusalem. Le village arabe d'`Imwâs a été complètement rasé après la guerre de 1967.
Cet endroit se trouve aujourd'hui dans le parc Canada, au nord de la ville de Latrun, dans l'actuelle Cisjordanie, annexé par Israël.

### Mozah
Certains virent en Mozah l'Emmaüs recherchée. Mais ayant été colonisé entretemps par d'anciens légionnaires après la première révolte juive et appelé Colonia (Qaloniya), et sa localisation ne se laissant plus identifier, les pèlerins médiévaux jetèrent leur dévolu sur les deux sites suivants qui étaient à la distance voulue (60 stades) de Jérusalem.
L'historien Thierry Murcia est partisan de cette identification. Il écrit :
« Chez Luc, en effet, il n’est pas question d’une « cité » mais d’« un village du nom d’Emmaüs ». Or Flavius Josèphe signale justement la présence, tout près de Jérusalem (trente stades, soit 5,5 km), d’un lieu-dit du nom d’Emmaüs (Guerre juive VII, vi, 6 § 217) : l’actuelle Kolonieh, un hameau dont les dimensions et la localisation — à une quarantaine de stades — s’accordent bien mieux avec l’épisode lucanien. Pendant les fêtes, il était pratiquement impossible de se loger à Jérusalem même. Aussi les pèlerins devaient-ils se rendre dans les bourgs et villages avoisinants pour passer la nuit. Si le village d’Emmaüs (Kolonieh), à la périphérie, était idéalement situé, la ville d’Emmaüs/Nicopolis, elle, était bien trop éloignée de la métropole. »

### Qiryat-Yéarim
Qiryat-Yéarim (Abu-Gosh, Qiryat el-`Enab) est situé à l'emplacement de la localité de l'Ancien Testament Qiryat Ye'arim. Abu Gosh est à mi-chemin entre Jérusalem et `Imwâs. C'est une famille d'origine circassienne au XIXe siècle qui lui a donné leur nom : Abû Gosh. Le nom biblique de Qiryat Ye'arim signifie « village de la forêt » alors que le nom moderne de Qiryat el-`Enab signifie « village des vignes ».
Il y a un monastère de Bénédictins avec une église de style roman. Des fouilles effectuées en 1944 ont permis de retrouver les traces d'une église datant des croisades. Ce site qui avait abrité un temps l'Arche d'alliance fut choisi par les Croisés comme lieu de pèlerinage pour commémorer le repas d'Emmaüs. Si sa situation à 11 km de Jérusalem était un argument, rien cependant sur le plan historique ne venait étayer ce choix. Lorsque la situation les y contraignit, les Croisés déplacèrent leur pèlerinage sur un second site.

### Al-Qubaybah

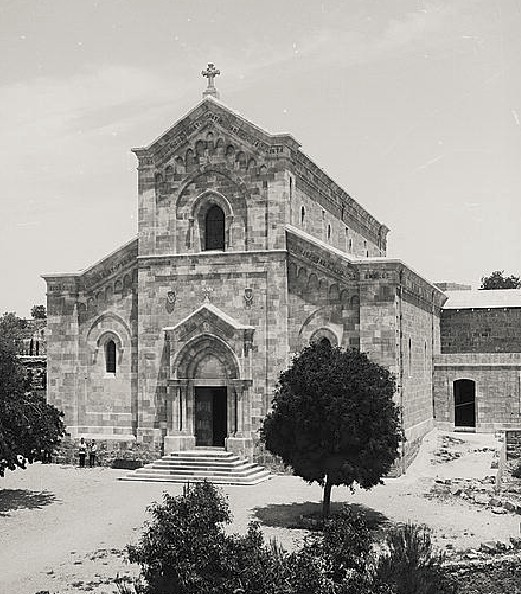
L'église franciscaine à Al-Qubaybah.

Al-Qubaybah (Castellum Emmaüs, Chubebe) est un autre site possible à 65 stades au nord-ouest de Jérusalem, à l'emplacement du village moderne d'Al-Qubaybah. Le nom arabe de ce village signifie « Les coupoles ». À cet emplacement, il y avait une forteresse romaine appelée au XVe siècle « Castellum Emmaüs », découverte en 1099 par les croisés qui l'appelèrent la « petite mahomerie » pour le distinguer de la ville de Ramallah appelée la « grande mahomerie ». Ce nom laisse entendre que c'était un lieu de prières ; il est nommé « Qubaybah » pour la première fois à la même époque. Il est désigné comme l'Emmaüs biblique pour la première fois en 1280. Plus tard, on y transféra la commémoration des « sept frères Maccabées » qui avaient combattu les Séleucides (de 167 à 140 av. J.-C.) en Judée.
Les franciscains s'y sont installés au XVe siècle. En 1861, ils achetèrent une église en ruine qu'ils reconstruisent en 1902. Selon leurs découvertes, la ruine correspond à une basilique du temps des croisades. Les restes d'un bâtiment plus ancien ont été trouvés : église d'époque byzantine ou maison d'époque romaine. En 1943, des fouilles ont prouvé que le site était occupé depuis l'époque hellénistique.
Ce site est ensuite conquis par l'empire Ottoman (à partir du XIIIe siècle), puis administré par le mandat britannique sur la Palestine (dès 1922), par conquis la Jordanie (1948) et ensuite par Israël (1967).
En 1995, les accords sur la Cisjordanie passés entre Israël et l'Autorité palestinienne coupent le village en deux, en accordant la moitié à l'État juif et l'autre aux territoires musulmans, sur lequel est construit le mur de séparation, au début des années 2010, pour enrayer les vagues d'attentats terroristes. Le site est ainsi de nos jours difficile d'accès car se trouvant dans les territoires palestiniens, il oblige à de longs détours.

### Urtas
Urtas (Artas), au sud de Bethléem, peu d'éléments viennent étayer cette hypothèse en dehors de la distance à Jérusalem. Par exemple il est assez curieux que Bethléem ne soit pas citée dans les textes[pas clair].

### Oulammaus/Béthel
En Lc 24,13 le nom du village est Ούλαμμαοΰς dans le texte grec du Codex Bezæ et Oulammaous dans le vis-à-vis latin. Or, ce nom Ούλαμμαοΰς est la transcription, par le traducteur grec, de l'ancien nom de Béthel en Gn 28,19 dans le Codex Alexandrinus : « Il appela cet endroit « Maison de Dieu » (hébreu Béthel). Le lieu s'appelait auparavant Oulammaus. » Ούλαμμαοΰς est la transcription de l'hébreu ūlam louz, signifiant « cependant Louz ». Le site de Béthel où Jacob eut un songe a été localisé à l'emplacement de l'actuelle Beitin à 18 km au nord de Jérusalem. Bien que cette distance soit supérieure à celle annoncée par l'évangéliste, sa façon de nommer le site était en intelligence avec un autre élément du récit : l'un des deux compagnons était Cléopas ; mais l'autre qui n'était pas nommé était selon une tradition chrétienne un certain Jacob ou Jacques le Juste, celui auquel saint Paul ferait référence sous le nom de Jacques dans sa première lettre aux Corinthiens (1Co 15,7). Toutefois, d'autres traditions chrétiennes existent à ce sujet, ainsi pour Épiphane de Salamine, ce deuxième disciple était Nathanaël,.

Il est donc possible que le rapprochement que le Codex Bezæ fait entre le récit d'Emmaüs et le récit de Gn 28, 10-22 (le songe de Jacob à Béthel) soit issu d'un midrash juif : les anges du songe montent et descendent, les pèlerins font un aller-retour. 

## Iconographie

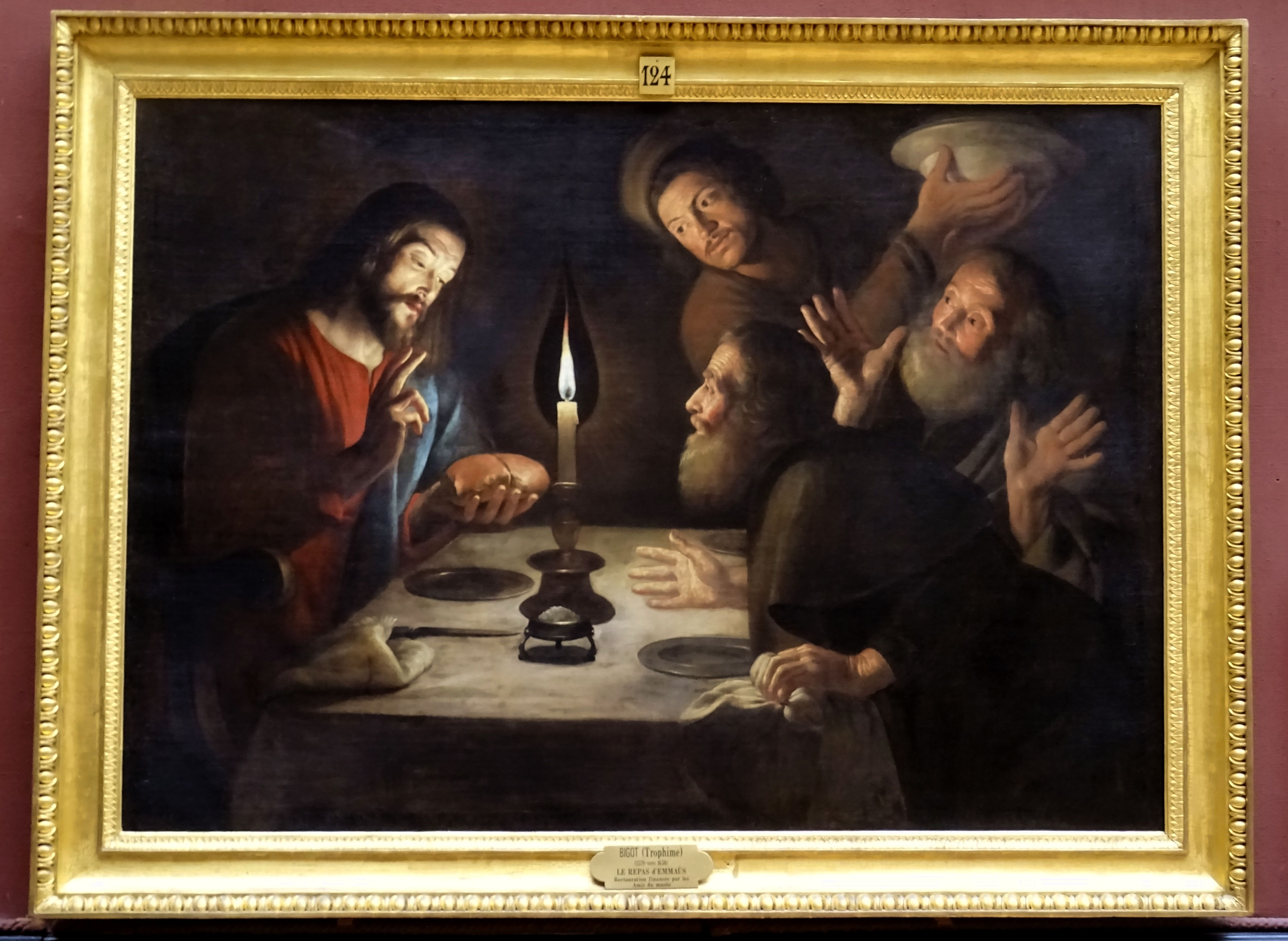
Trophime Bigot, musée Condé, Chantilly (XVIIe siècle).
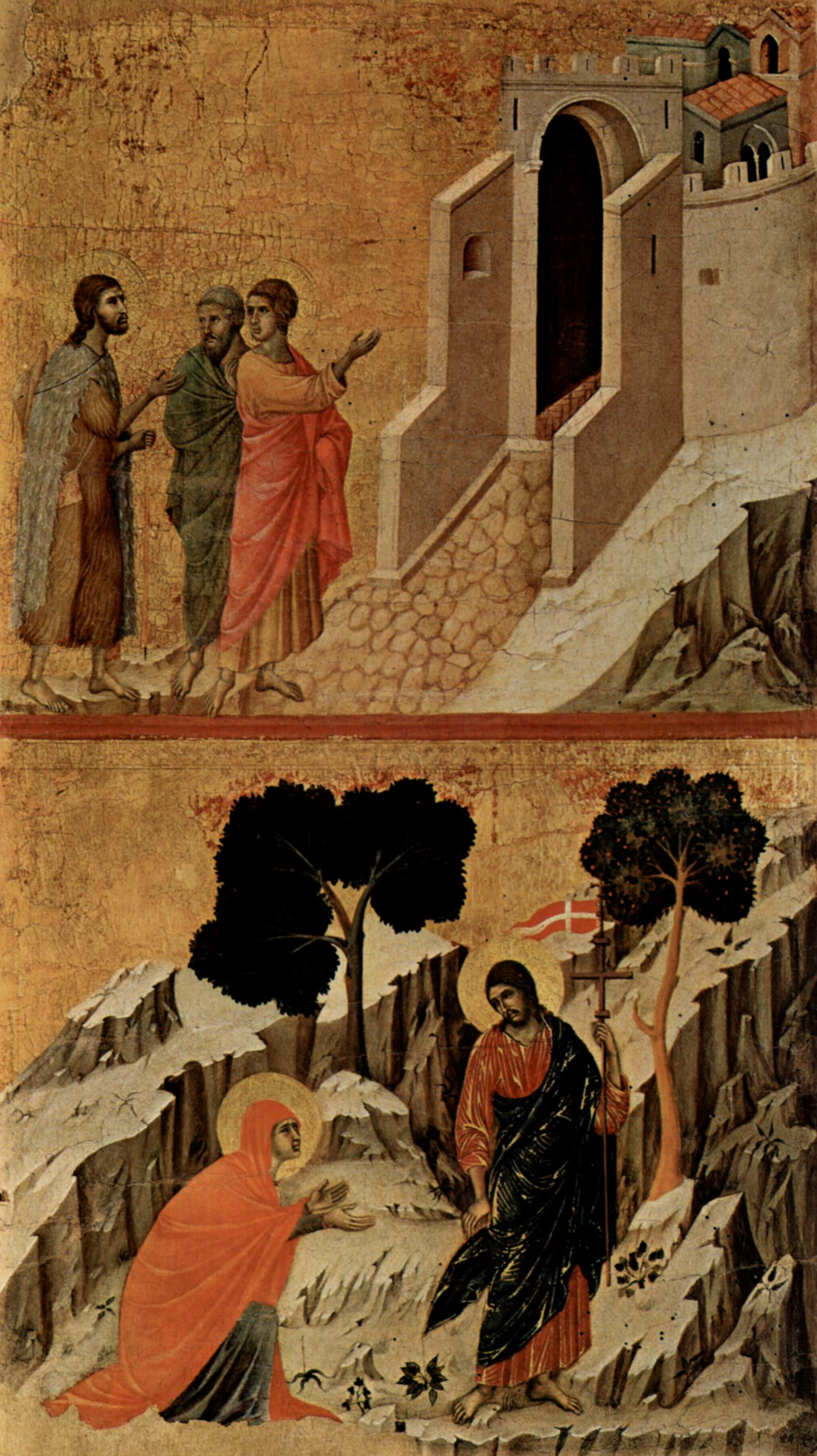
Duccio di Buoninsegna (vers 1310).
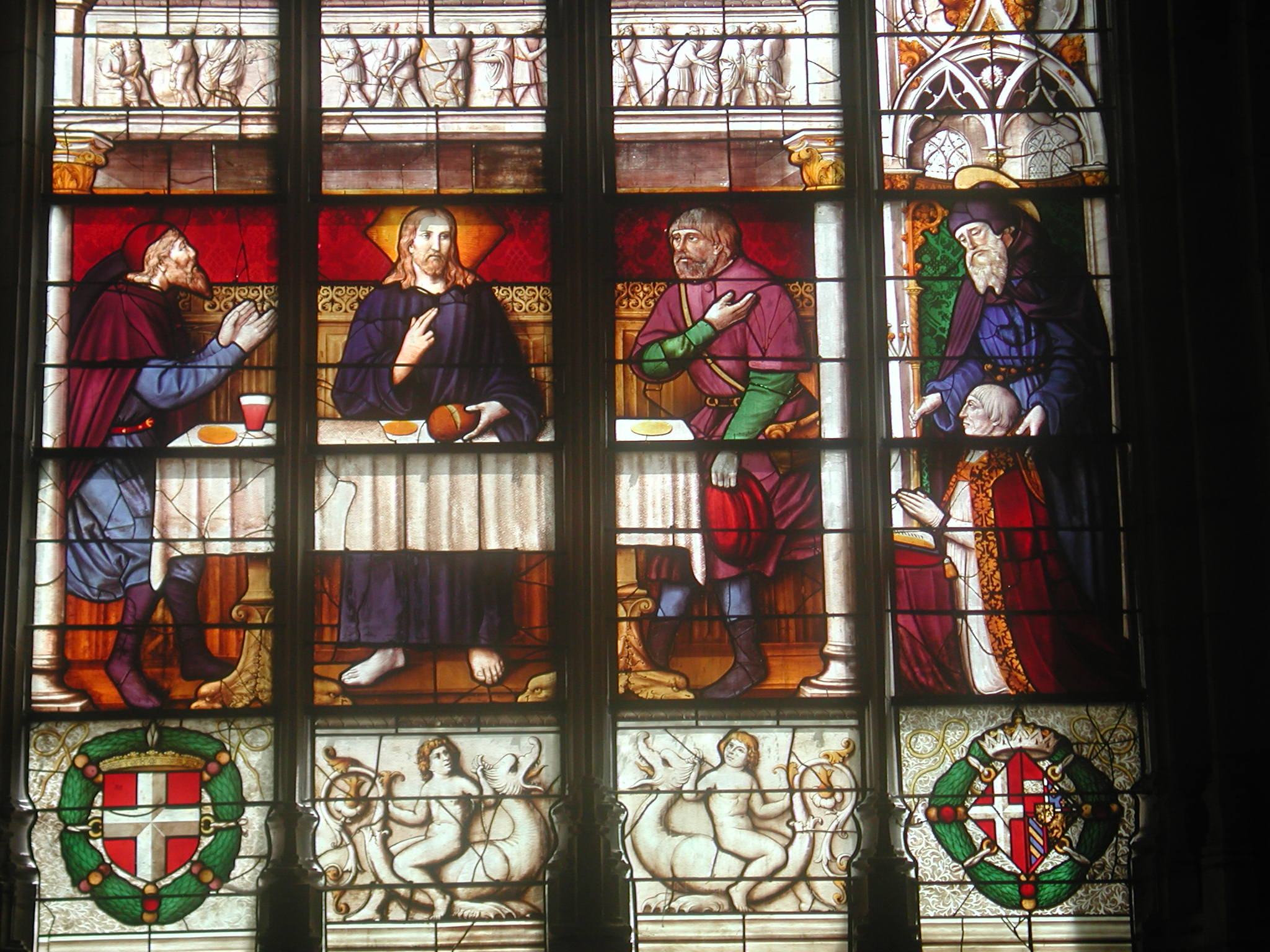
Église de Brou (Ain).
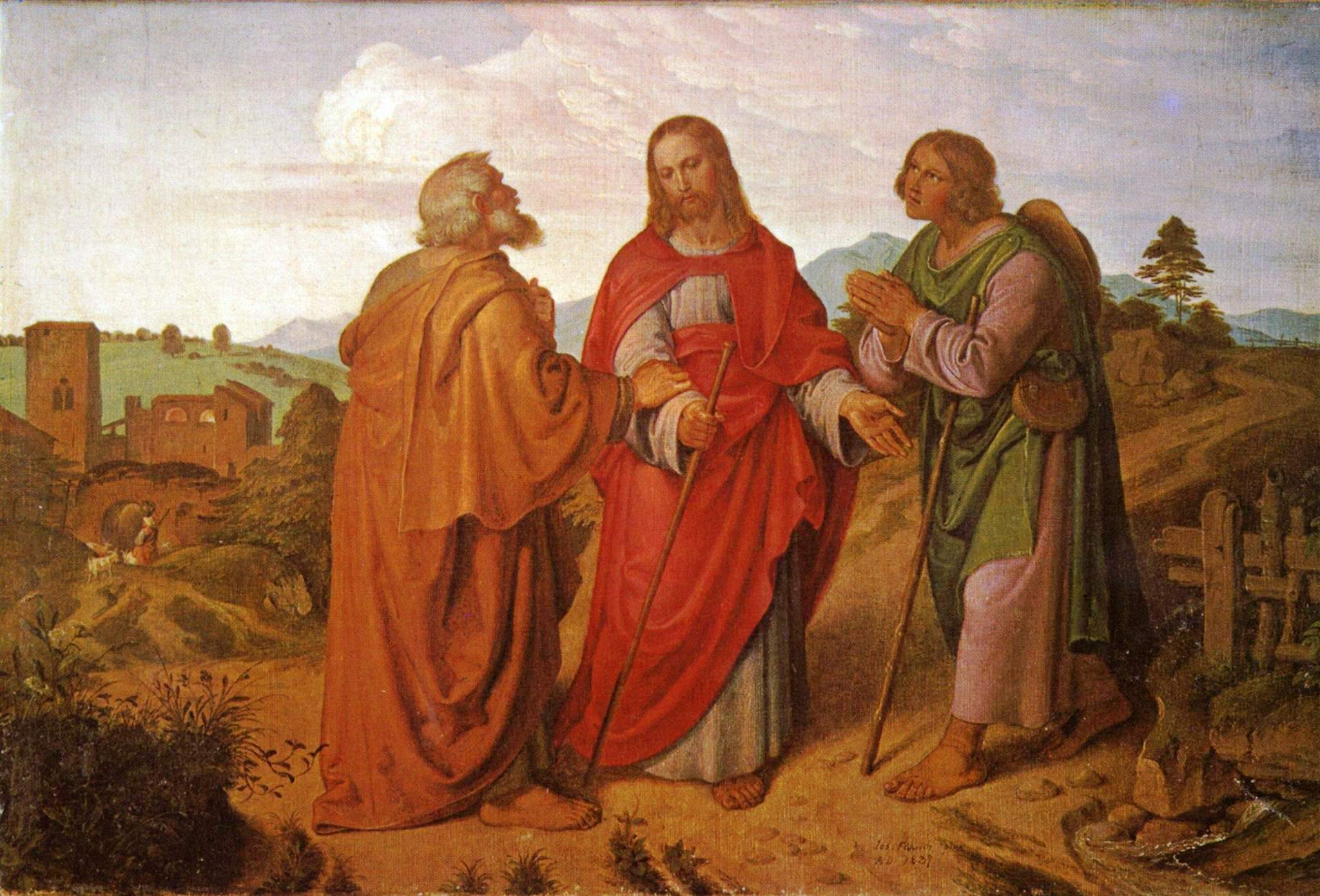
Joseph von Führich (1837).
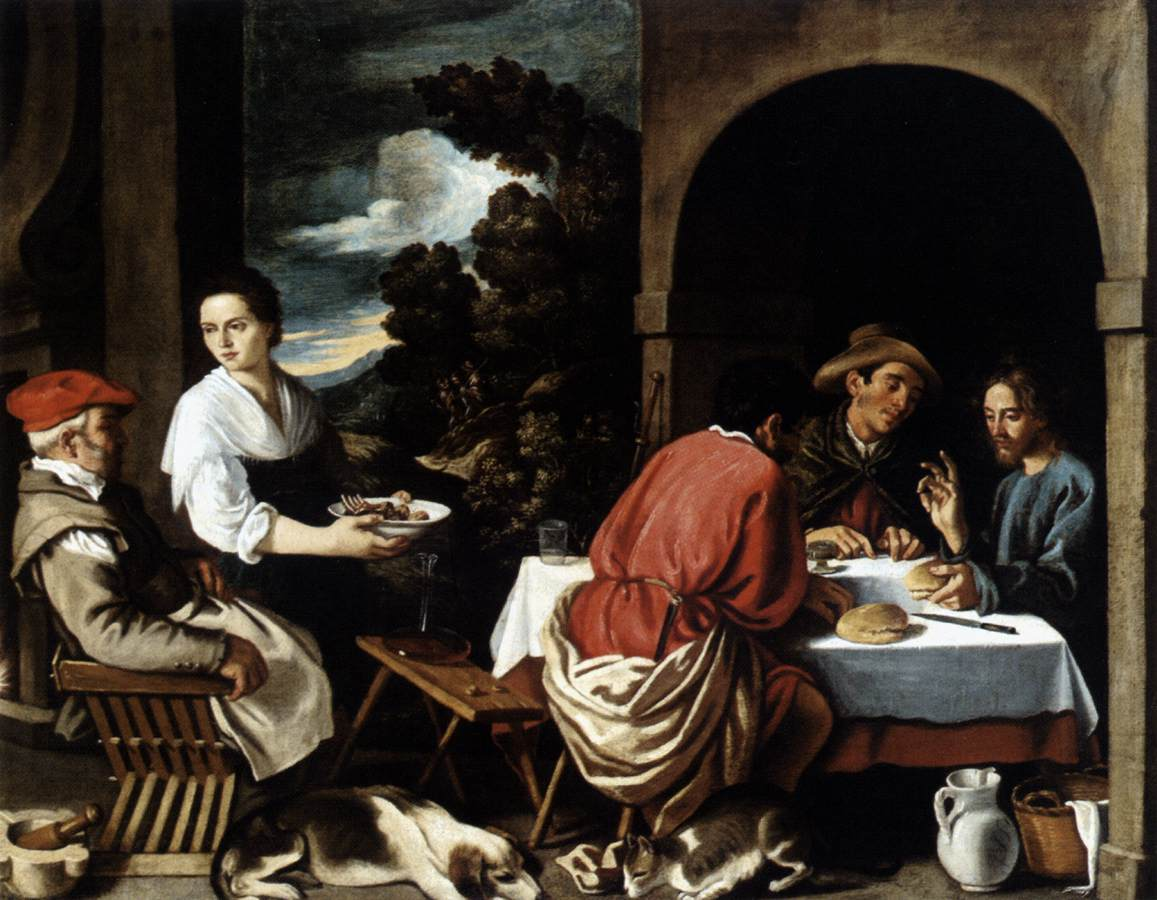
Pedro Orrente (après 1600).
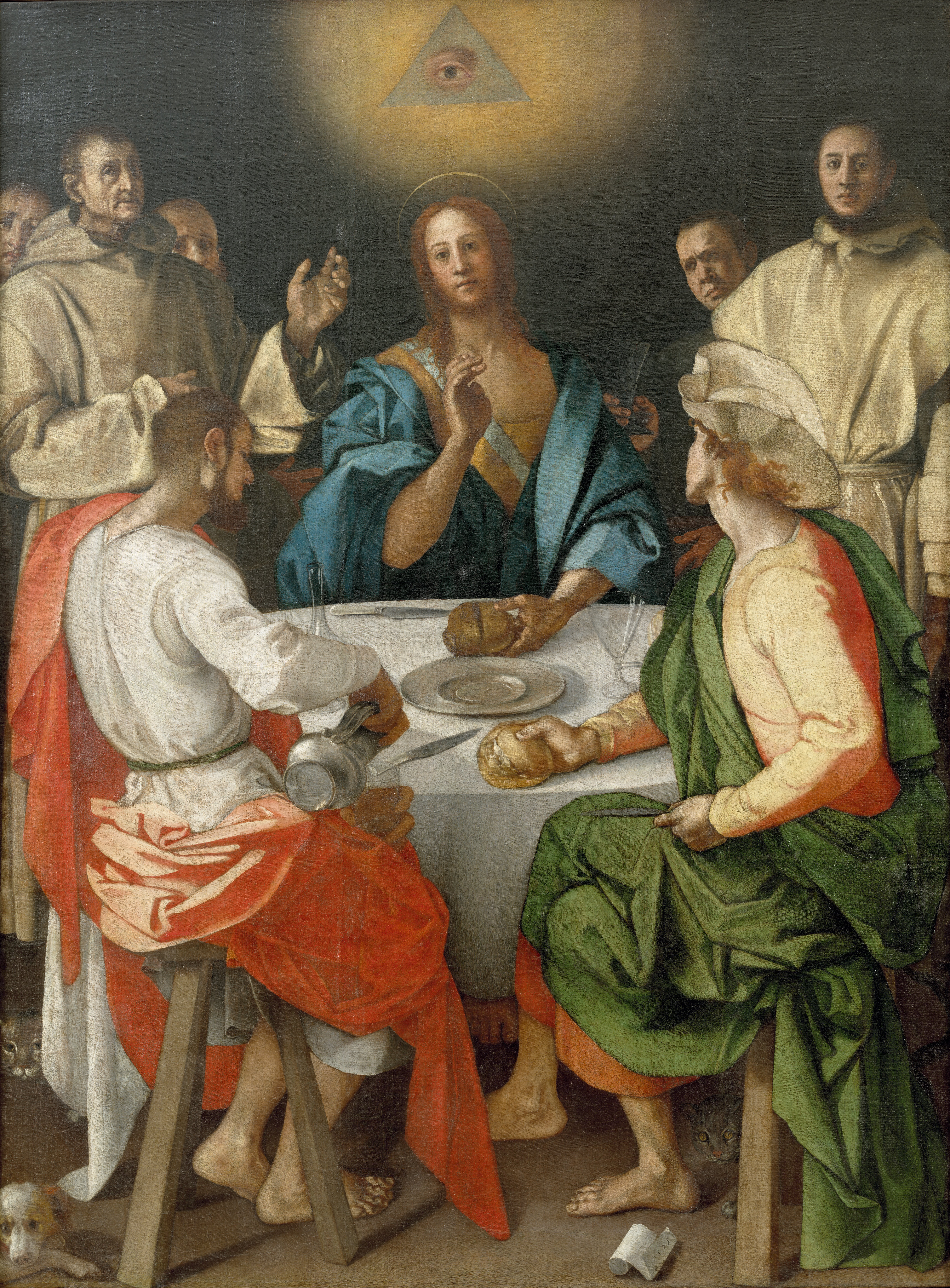
Jacopo Pontormo (1525).
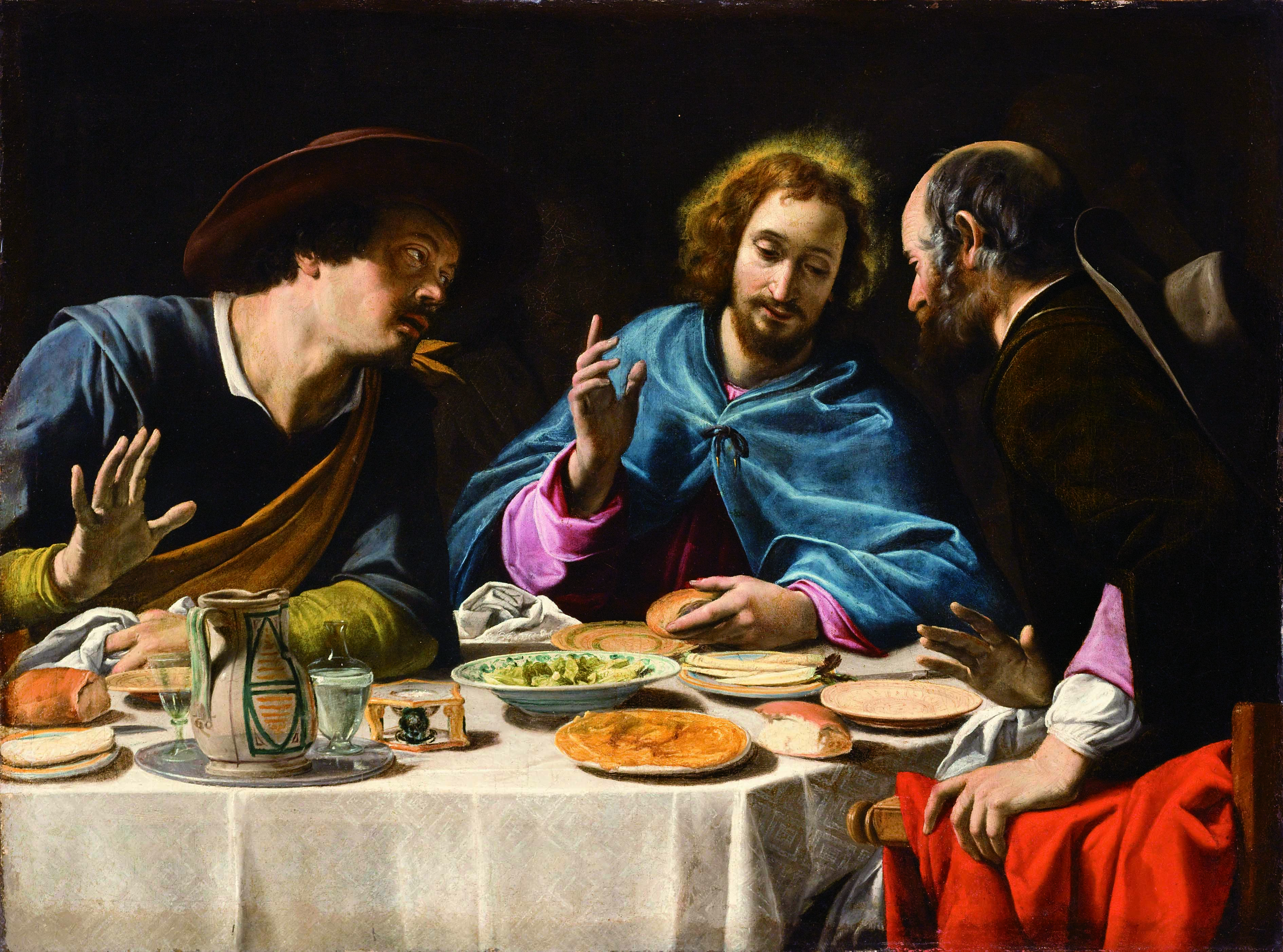
Filippo Tarchiani (it) (vers 1625).
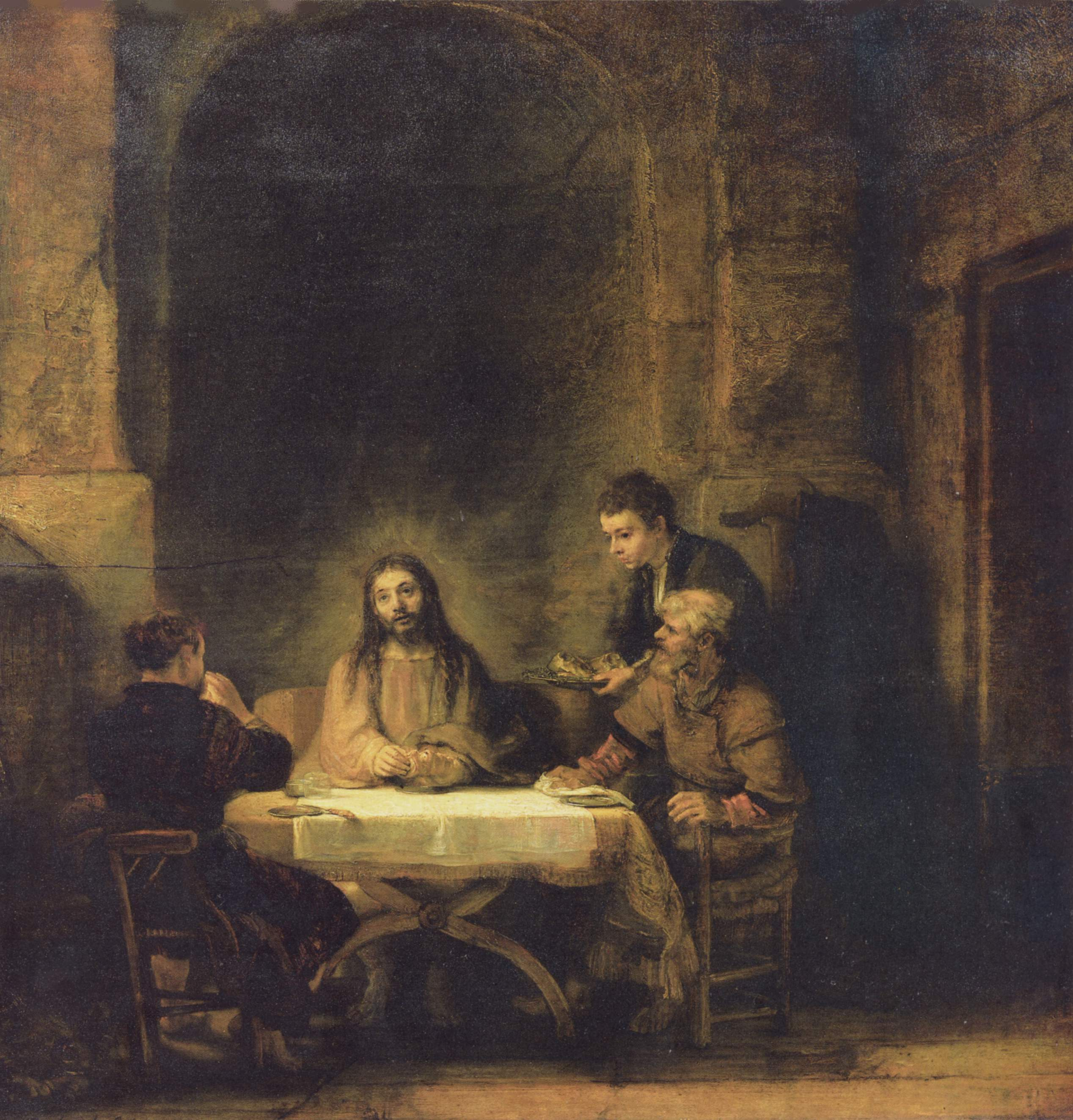
Rembrandt (version du Louvre, 1648).
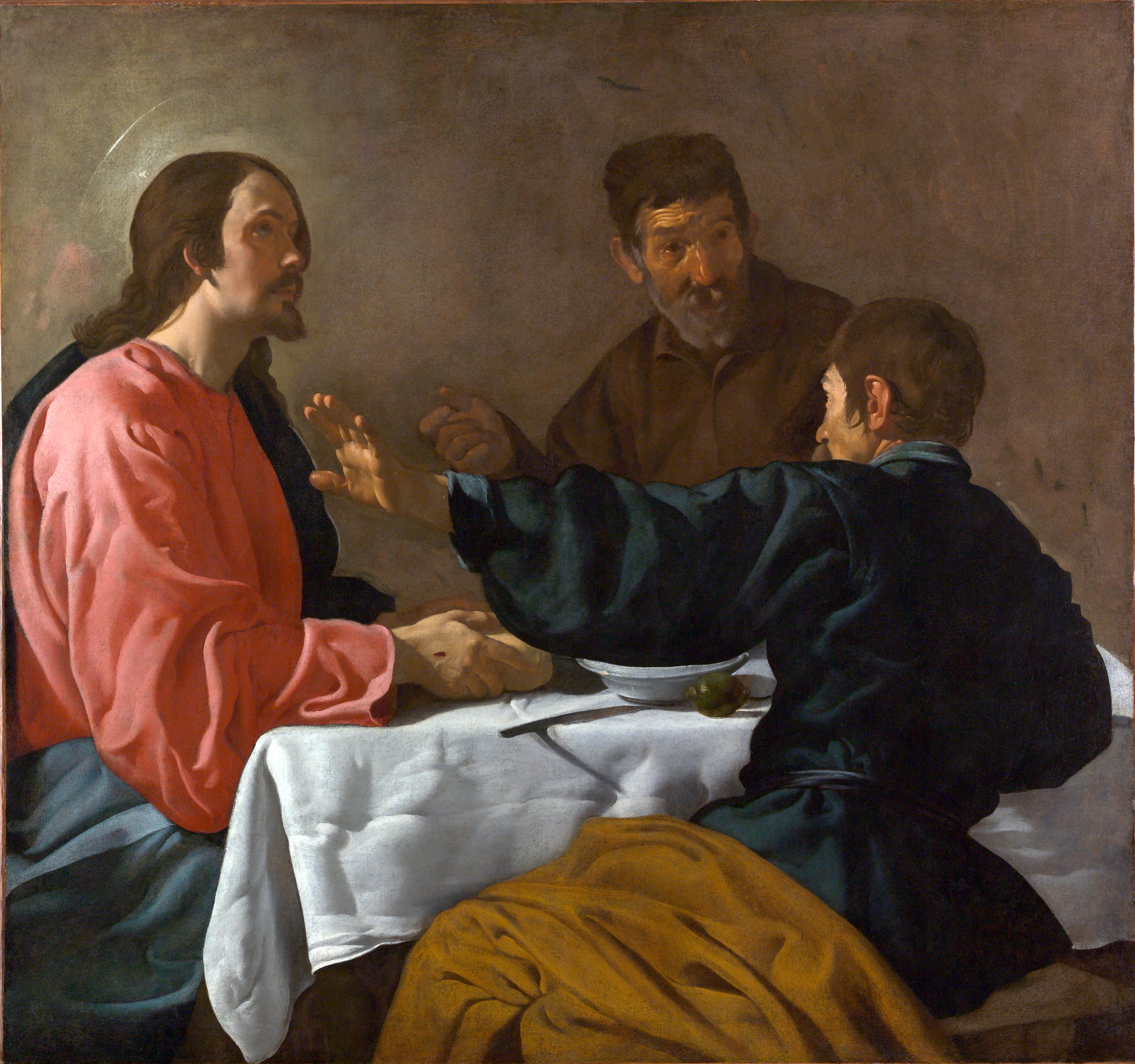
Diego Vélasquez ((La Cène d'Emmaüs, 1618).
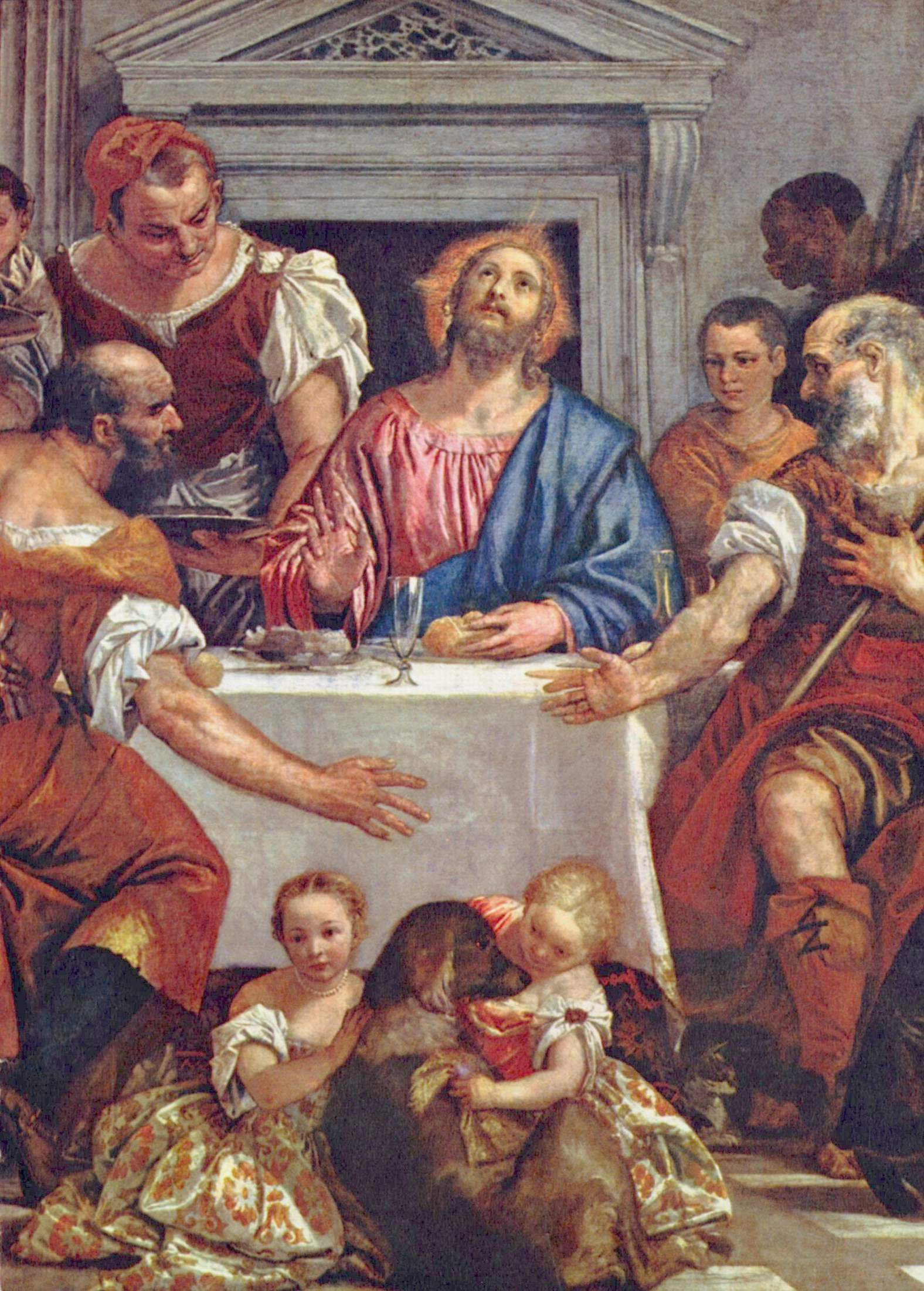
Paolo Veronese (après 1550).

- Une gravure des frères Joannes et Lucas Van Doetecum d'un dessin vers 1555 de Pierre Bruegel l'Ancien EUNTES IN EMAVS, voyage à Emmaüs, illustre ce pèlerinage (musée Van Beunigen, de Rotterdam).